# Lauritz B. Holm-Nielsen
Lauritz Broder Holm-Nielsen (født 8. november 1946) er formand for Den Danske Naturfond.

## Uddannelse og arbejde
Lauritz er uddannet botaniker fra Aarhus Universitet og blev som 29-årig dekan for Det Naturvidenskabelige Fakultet ved Aarhus Universitet, fra 1976 til 1979. I 1979 blev han Professor ved P. Universidad Catòlica i Quito, Equador. Han var institutleder for Aarhus Universitets Botaniske Institut i perioden 1983 til 1985 og rektor for Forskerakademiet fra 1986 til 1993. Herefter blev han ansat ved Verdensbanken, Washington D.C., hvor han var ansvarlig for at formulere strategier for forskning og videregående uddannelse, primært i Latinamerika. Han vendte tilbage til Danmark og Aarhus Universitet i 2005. Fra 2013 til 2017 var han direktør for det dansk-kinesiske universitetssamarbejde (Sino-Danish Center),  og særlig rådgiver for universitetsledelsen på Aarhus Universitet. I 2015 blev han som Den Danske Naturfonds første formand, udpeget for en periode på 6 år, sat i spidsen for at udvikle fonden.

## Botanik
Lauritz har gennemført en række botaniske ekspeditioner til Andesbjergene og den ecuadorianske del af Amazon-bækkenet. Her har han indsamlet et stort og veldokumenteret plantemateriale. Han har selv forsket i passionsblomster (Passifloraceae (en)) og en række familier af enkimbladede sumpplanter (Alismataceae). Dette arbejde er publiceret I Flora of Ecuador og Flora Neotropica. Lauritz har også bidraget med artikler om enkimbladede vand- og sumpplanter til den Store Danske Encyclopædi.

## Rektor for Aarhus Universitet
Lauritz var rektor for Aarhus Universitet i perioden 2005 til 2013. Han var den første rektor ved AU, der som følge af Universitetsloven fra 2007 blev ansat af universitetets bestyrelse og ikke valgt som hidtil var praksis på universiteterne. I perioden 2008-2011 voksede universitetet til næsten dobbelt størrelse i forbindelse med en række fusioner af universiteter og sektorforskningsinstitutioner. I forbindelse hermed iværksatte han den faglige udviklingsproces i 2011 som skulle sikre et mere sammenhængende universitet.[kilde mangler]

## Tillidshverv og andre opgaver
Holm-Nielsen var i sin tid som rektor også næstformand for Danske Universiteter, Næstformand i Det Europæiske Universitetssamarbejde og formand for det Nordiske Universitetssamarbejde. Han har også været formand for Nordisk Forskeruddannelsesakademi, det Nordiske Miljøforskningsprogram], formand for Det Strategiske Miljøforskningsprogram, formand for Statens Naturvidenskabelige Forskningsråd, formand for Forskningsrådet for Udviklingsforskning, medlem af Grundforskningsfondens bestyrelse, næstformand for Forskningskommissionen, medlem af Afrika Kommissionen og medlem af Statsministerens Vækstforum. Han var bestyrelsesmedlem ved Göteborgs Universitet og præsident for EuroScience.
Han er udnævnt til Storofficer i Chile, og Kommandør af Dannebrog.